# Wolfenschiessen
Wolfenschiessen est une commune suisse du canton de Nidwald.

## Géographie

Vue aérienne par Walter Mittelholzer (1933)

Wolfenschiessen mesure 92,77 km2.
Wolfenschiessen est limitrophe d'Engelberg, Kerns, Dallenwil, Oberdorf, Beckenried et Isenthal.

## Démographie
Wolfenschiessen compte 1 975 habitants en 2008. Sa densité de population atteint 21 hab./km².
Le graphique suivant résume l'évolution de la population de Wolfenschiessen entre 1850 et 2008 :

## Monuments
- Le Château

## Personnalités liées à la commune
- Marie von Deschwanden (1830-1890), y enseigne à l'institut pour jeunes filles pauvres de  Wolfenschiessen.
- Regina Durrer-Knobel, conseillère nationale, y passe son enfance.